# Gibsonton
Gibsonton es un lugar designado por el censo ubicado en el condado de Hillsborough en el estado estadounidense de Florida. En el Censo de 2010 tenía una población de 14.234 habitantes y una densidad poblacional de 356,2 personas por km².

## Geografía
Gibsonton se encuentra ubicado en las coordenadas 27°49′43″N 82°22′50″O / 27.82861, -82.38056. Según la Oficina del Censo de los Estados Unidos, Gibsonton tiene una superficie total de 39.96 km², de la cual 33.13 km² corresponden a tierra firme y (17.1%) 6.83 km² es agua.

## Demografía
Según el censo de 2010, había 14.234 personas residiendo en Gibsonton. La densidad de población era de 356,2 hab./km². De los 14.234 habitantes, Gibsonton estaba compuesto por el 72.8% blancos, el 12.68% eran afroamericanos, el 0.58% eran amerindios, el 1.78% eran asiáticos, el 0.11% eran isleños del Pacífico, el 8.96% eran de otras razas y el 3.09% pertenecían a dos o más razas. Del total de la población el 27.88% eran hispanos o latinos de cualquier raza.